# Prefontaine Classic 2018
Il Prefontaine Classic 2018 è stato la 44ª edizione dell'annuale meeting di atletica leggera denominato Prefontaine Classic e si è svolto all'Hayward Field di Eugene, dal 25 maggio 2018 fino al 26 maggio 2018. Il meeting è stato anche la terza tappa del circuito IAAF Diamond League 2018.

## Programma

### Giorno 1
| # | Orario | Specialità             |
| - | ------ | ---------------------- |
| 1 | 18:37  | Salto con l'asta       |
| 2 | 18:42  | Lancio del giavellotto |
| 3 | 19:52  | 800 metri              |
| 4 | 20:06  | 2 miglia               |

### Giorno 2
| # | Orario | Specialità         |
| - | ------ | ------------------ |
| 1 | 12:43  | Salto triplo       |
| 2 | 13:00  | Salto in alto      |
| 3 | 13:18  | 100 metri          |
| 4 | 13:26  | 3000 metri siepi   |
| 5 | 13:58  | Getto del peso     |
| 6 | 14:03  | 110 metri ostacoli |
| 7 | 14:45  | 200 metri          |
| 8 | 14:52  | Miglio             |

| # | Orario | Specialità         |
| - | ------ | ------------------ |
| 1 | 12:40  | Salto con l'asta   |
| 2 | 13:03  | 400 metri ostacoli |
| 3 | 13:10  | 800 metri          |
| 4 | 13:41  | 100 metri          |
| 5 | 13:50  | 1500 metri         |
| 6 | 14:10  | 5000 metri         |
| 7 | 14:31  | 400 metri          |

     Specialità valide per la Diamond League

## Risultati
Di seguito i primi tre classificati di ogni specialità.

### Uomini
| Specialità             |                         | Prestazione | 2º classificato   | Prestazione | 3º classificato         | Prestazione |
| 100 m                  | Ronnie Baker            | 9"78        | Christian Coleman | 9"84        | Reece Prescod           | 9"88        |
| 200 m                  | Noah Lyles              | 19"69       | Jereem Richards   | 20"05       | Aaron Brown             | 20"07       |
| 800 m                  | Emmanuel Kipkurui Korir | 1'45"16     | Nijel Amos        | 1'45"51     | Wycliffe Kinyamal       | 1'46"14     |
| Miglio                 | Timothy Cheruiyot       | 3'49"87     | Samuel Tefera     | 3'51"26     | Elijah Motonei Manangoi | 3'52"18     |
| 2 miglia               | Selemon Barega          | 8'20"01     | Paul Chelimo      | 8'20"91     | Birhanu Yemataw Balew   | 8'21"54     |
| 110 m ostacoli         | Omar McLeod             | 13"01       | Sergey Shubenkov  | 13"08       | Devon Allen             | 13"13       |
| 3000 m siepi           | Benjamin Kigen          | 8'09"07     | Conseslus Kipruto | 8'11"71     | Evan Jager              | 8'11"71     |
| Salto in alto          | Mutaz Essa Barshim      | 2.36 m      | Danil Lysenko     | 2.32 m      | Wang Yu                 | 2.32 m      |
| Salto triplo           | Christian Taylor        | 17.73 m     | Will Claye        | 17.46 m     | Almir Dos Santos        | 17.35 m     |
| Salto con l'asta       | Sam Kendricks           | 5.81 m      | Armand Duplantis  | 5.71 m      | Piotr Lisek             | 5.71 m      |
| Getto del peso         | Ryan Crouser            | 22.53 m     | Michał Haratyk    | 21.97 m     | Darlan Romani           | 21.95 m     |
| Lancio del giavellotto | Thomas Röhler           | 89.88 m     | Johannes Vetter   | 89.34 m     | Andreas Hofmann         | 86.45 m     |

     Prestazione che stabilisce il nuovo record del meeting.

### Donne
| Specialità       |                     | Prestazione | 2º classificato  | Prestazione | 3º classificato    | Prestazione |
| 100 m            | Marie-Josée Ta Lou  | 10"88       | Murielle Ahouré  | 10"90       | Elaine Thompson    | 10"98       |
| 400 m            | Shaunae Miller-Uibo | 49"52       | Phyllis Francis  | 50"81       | Shakima Wimbley    | 50"84       |
| 800 m            | Caster Semenya      | 1'55"92     | Ajeé Wilson      | 1'56"86     | Francine Niyonsaba | 1'56"88     |
| 1500 m           | Shelby Houlihan     | 3'59"06     | Laura Muir       | 3'59"30     | Jenny Simpson      | 3'59"37     |
| 5000 m           | Genzebe Dibaba      | 14'26"89    | Letesenbet Gidey | 14'30"29    | Hellen Obiri       | 14'35"03    |
| 400 m ostacoli   | Janieve Russell     | 54"06       | Dalilah Muhammad | 54"09       | Georganne Moline   | 54"33       |
| Salto con l'asta | Jennifer Suhr       | 4.85 m      | Eliza McCartney  | 4.85 m      | Sandi Morris       | 4.70 m      |

     Prestazione che stabilisce il nuovo record del meeting.